# 26528 Genniferubin
26528 Genniferubin è un asteroide della fascia principale. Scoperto nel 2000, presenta un'orbita caratterizzata da un semiasse maggiore pari a 3,1461105 UA e da un'eccentricità di 0,1085486, inclinata di 2,04100° rispetto all'eclittica.